# (2473) Heyerdahl
Ne doit pas être confondu avec (434453) Ayerdhal.
(2473) Heyerdahl est un astéroïde de la ceinture principale.

## Description
(2473) Heyerdahl est un astéroïde de la ceinture principale. Il fut découvert le 12 septembre 1977 à Naoutchnyï par Nikolaï Tchernykh. Il présente une orbite caractérisée par un demi-grand axe de 2,24 UA, une excentricité de 0,13 et une inclinaison de 5,2° par rapport à l'écliptique.

## Compléments